# Aponychus rarus
Aponychus rarus är en spindeldjursart som beskrevs av Rimando 1966. Aponychus rarus ingår i släktet Aponychus och familjen Tetranychidae. Inga underarter finns listade i Catalogue of Life.